# Nangavaram
Nangavaram é uma panchayat (vila) no distrito de Kapur, no estado indiano de Tamil Nadu.

## Demografia
Segundo o censo de 2001,  Nangavaram  tinha uma população de 16,428 habitantes. Os indivíduos do sexo masculino constituem 49% da população e os do sexo feminino 51%. Nangavaram tem uma taxa de literacia de 60%, superior à média nacional de 59.5%: a literacia no sexo masculino é de 71% e no sexo feminino é de 50%. Em Nangavaram, 12% da população está abaixo dos 6 anos de idade.